# Aberdare Athletic F.C.
Aberdare Athletic Football Club – walijski klub piłkarski z siedzibą w Aberdare.

## Historia
Klub istniał w latach 1892–1928. W swojej historii rywalizował przez sześć sezonów w rozgrywkach Division Three.

### Historia występów w Division Three
| Sezon   | Liga           | Grupa | Miejsce |
| ------- | -------------- | ----- | ------- |
| 1921/22 | Division Three | South | 8.      |
| 1922/23 | Division Three | South | 21.     |
| 1923/24 | Division Three | South | 12.     |
| 1924/25 | Division Three | South | 18.     |
| 1925/26 | Division Three | South | 9.      |
| 1926/27 | Division Three | South | 22.     |

## Reprezentanci kraju grający w klubie
|  | - Billy Wedlock - Joe Miller - Arthur Brown - Fred Cook - Len Evans - Frank Hoddinott |  | - Teddy Hughes - Evan Jones - Jimmy Jones - Thomas Jones - William Jones - Haydn Price |